# 莫里蒙多
莫里蒙多（義大利語：Morimondo），是意大利米兰省的一个市镇。总面积26平方公里，人口1203人，人口密度46.3人/平方公里（2009年）。国家统计（ISTAT）代码为015150。